# Forma canónica disyuntiva
Se entiende por forma canónica disyuntiva la expresión algebraica normalizada de una función lógica obtenida como la suma de todos los minterms para los que la expresión algebraica ha de valer 1.  También se denomina expresión en suma de productos o expresión en minterms.https://es.wikipedia.org/w/index.php?title=Forma_can%C3%B3nica_disyuntiva&action=edit
Para n variables booleanas (ej: bits), {\displaystyle FCD=\sum _{i=0}^{2^{n}-1}{m_{i}},\forall i|F(i)=1}
Por ejemplo, para la siguiente función lógica dada como tabla de la verdad:
abc F(abc)
000 1
001 0
010 0
011 1
100 0
101 1
110 0
111 1
FCD=m0+m3+m5+m7=(a.b.c)+(a.b.c)+(a.b.c)+(a.b.c)